# Грот (рельєф)

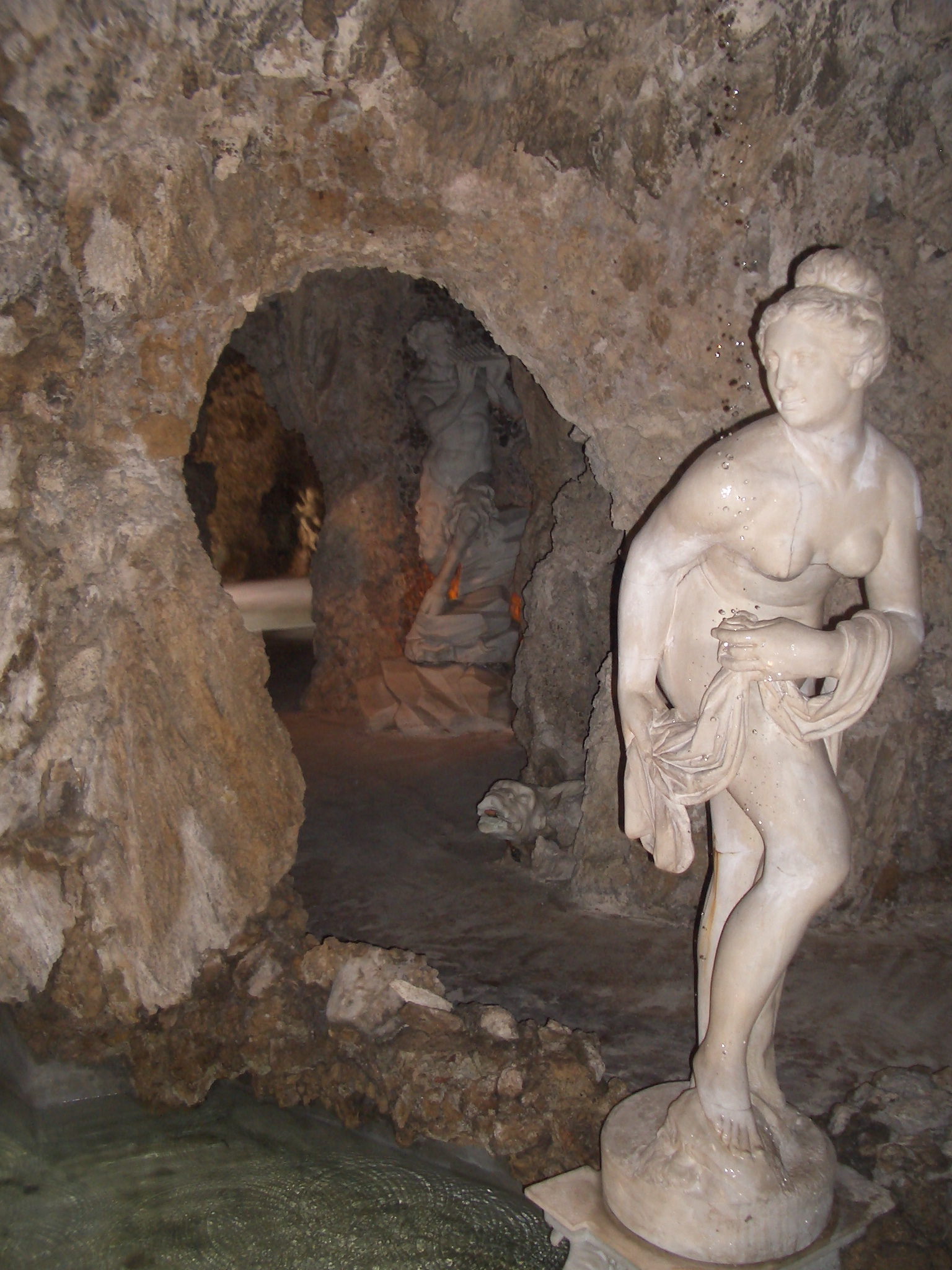
Грот в німфеумі вілли Борромео в Лайнаті поблизу Мілана

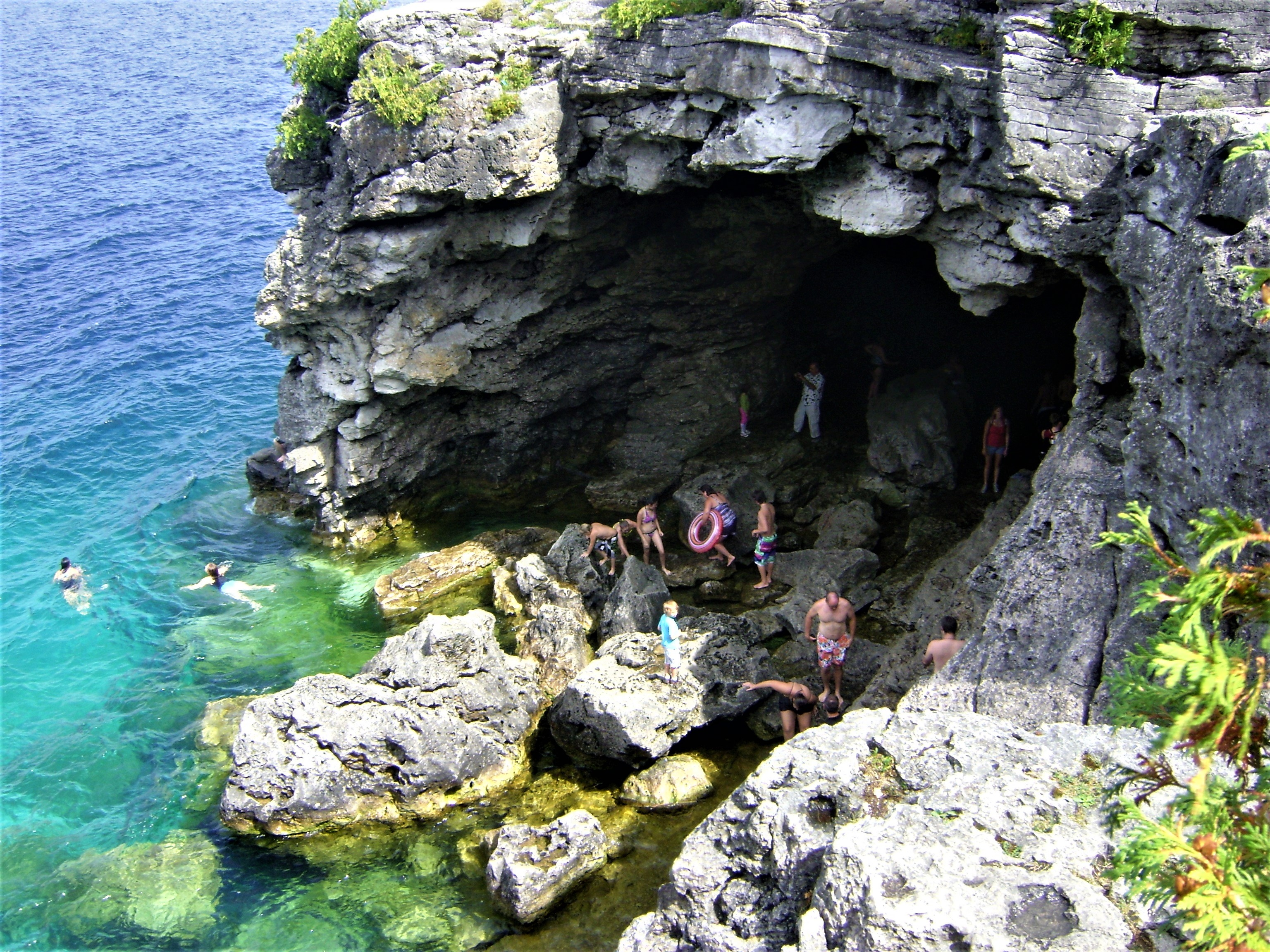
Грот, Онтаріо (значення), Канада

Грот (фр. grotte та італ. grotta) — карстова форма рельєфу, неглибока печера зі склепінчастою стелею і широким входом або розширення печери після вузького входу.